# 吉靈廟縣
吉靈廟縣（Kalemyo District），又譯卡勒縣，《明史》作戛里，為緬甸實皆省轄下的縣，其區域面積為8,627.2平方公里，2014年人口509,368人。該縣下分3個鎮區。吉靈廟為該縣之首府。該縣產業以農業、漁業及林業為主。

## 鎮區
以下為吉靈廟縣鎮區：
- 吉靈廟鎮（Kale Township）
- 葛禮瓦鎮（Kalewa Township）
- 敏金鎮區（Mingin Township）

## 毗鄰
吉靈廟縣西邊接壤欽邦法蘭縣，北邊接茂叻縣，東邊接瑞波縣，南邊則接蒙育瓦縣及馬圭省甘高縣。

## 宗教

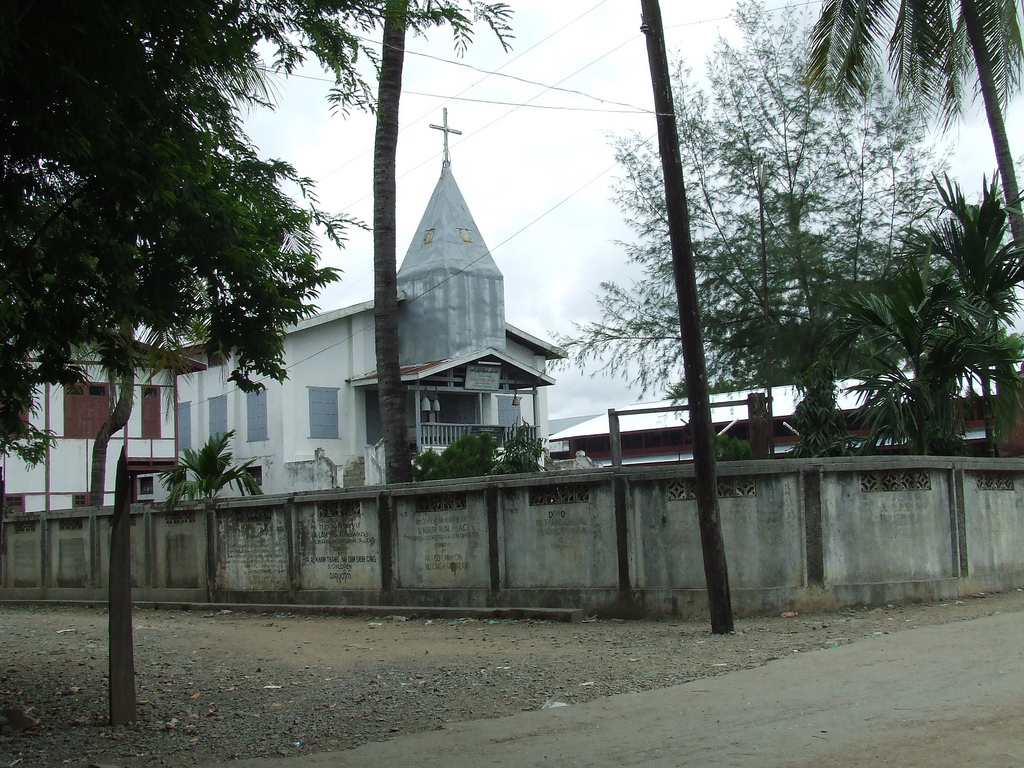
大漢浸禮教堂

吉靈廟縣為緬甸最多基督教徒的地區之一。儘管緬甸人民有90%信仰佛教、4%信仰基督教，但該縣的大漢（Tahan）地區有99%的居民信仰基督教。吉靈廟縣總計有116間佛教僧院、508間教堂、1間清真寺、2間印度寺廟、2間佛教尼姑學院、5間佛教庵堂以及1間中國寺廟。在大漢地區甚至有超過50間教堂，這是緬甸唯一能在該地區街上任何角落看見聖誕慶祝活動的地方。